# Fulford (North Yorkshire)
Fulford – wieś i civil parish w Anglii, w hrabstwie ceremonialnym North Yorkshire, w dystrykcie (unitary authority) York. Leży 3 km na południe od miasta York i 278 km na północ od Londynu. W 2001 miejscowość liczyła 2595 mieszkańców.